# (6373) Stern
(6373) Stern es un asteroide perteneciente al cinturón de asteroides descubierto el 5 de marzo de 1986 por Edward Bowell desde la Estación Anderson Mesa (condado de Coconino, cerca de Flagstaff, Arizona, Estados Unidos).

## Designación y nombre
Designado provisionalmente como 1986 EZ. Fue  nombrado en honor a S. Alan Stern (n. 1957) de  Boulder, Colorado, del Southwest Research Institute. La investigación de Stern se ha centrado en estudios teóricos y de observación de los satélites de los planetas exteriores, Plutón, los cometas, la Nube de Oort y el Cinturón de Kuiper. También participa activamente en el desarrollo de instrumentos, especialmente en observación de ultravioleta y tecnologías de imagen. Ha participado en diez misiones de cohetes de sondeo planetario, dos experimentos en la plataforma intermedia del transbordador espacial y un satélite desplegable del transbordador. Fue presidente del Grupo de trabajo científico de planetas exteriores de la NASA durante 1991-1994.

## Características orbitales
(6373) Stern está situado a una distancia media del Sol de 2,657 ua, pudiendo alejarse hasta 2,889 ua y acercarse hasta 2,425 ua. Su excentricidad es 0,087 y la inclinación orbital 12,682 grados. Emplea 1581,76 días en completar una órbita alrededor del Sol.
Pertenece a la familia de asteroides de (15) Eunomia.

## Características físicas
La magnitud absoluta de (6373) Stern es 12,75. Tiene 9,255 km de diámetro y su albedo se estima en 0,206.